# Saison 1946-1947 de la Juventus FC
Maillots
Chronologie
Saison précédente Saison suivante
La saison 1946-1947 de la Juventus Football Club est la quarante-quatrième de l'histoire du club, créé cinquante ans plus tôt en 1897.
Le club turinois prend part cette saison à la 45e édition du championnat d'Italie (15e de Serie A).

## Historique
À la suite d'un titre de dauphin obtenu lors de la saison précédente, l'équipe du Piémont présidée par Piero Dusio espère bien cette année faire au moins aussi bien, pour l'année de son cinquantenaire.
Un premier changement a lieu sur le banc où l'entraîneur en place, Felice Borel, passe officiellement le relais à l'oriundo Renato Cesarini qui revient au club onze ans après l'avoir quitté en tant que joueur.
Quelques changements viennent ensuite enrichir l'effectif, avec un portier, Filippo Cavalli, et un nouveau défenseur, Oscar Vicich. Le club fait l'acquisition au cours de cette saison deux joueurs originaires de Tchécoslovaquie, Čestmír Vycpálek et Július Korostelev (premiers joueurs tchécoslovaques de l'histoire à évoluer au club). Au milieu de terrain arrivent également quelques renforts, Luigi Bosco, Lino Cauzzo et Francesco Grosso (retour au club), et l'attaque est elle, complètement remaniée avec les arrivées de Mario Astorri, Enrico Candiani, Alceo Lipizer mais aussi et surtout avec celle du jeune talent Ermes Muccinelli puis du jeune formé au club Giampiero Boniperti, qui joue là sa première saison professionnelle (qui sera plus tard une légende du club, avant d'en devenir le président).
Au début de l'automne 1945, la Vecchia Signora reprend la Serie A après 2 ans d'absence.

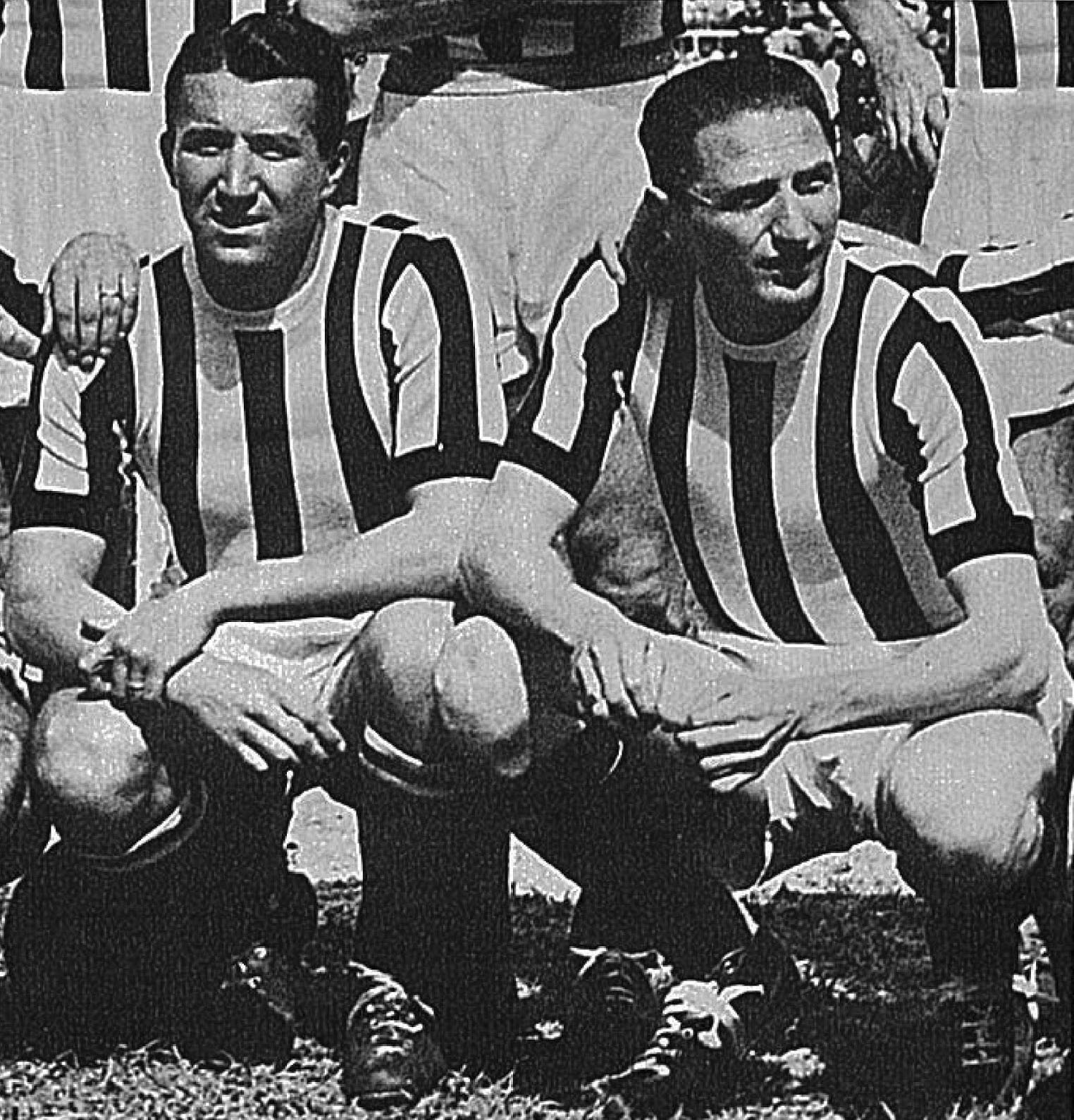
Le nouvel achat Čestmír Vycpálek et Silvio Piola

Le dimanche 22 septembre 1946, la Juve joue sa première journée lors d'un déplacement chez l'Atalanta et va s'imposer 3-1 grâce à un doublé de sa nouvelle recrue Astorri et un but de son autre recrue star, Piola. Le club piémontais démarre donc bien sa saison avec ensuite deux victoires et un nul, avant de se séparer sur un score vierge lors de la 5e journée lors du Derby della Mole contre le Torino. Deux semaines plus tard le 3 novembre, la Vecchia Signora écrase littéralement Bari 6 buts à 0 (buts d'Astorri, de Piola (doublé), de Korostelev (doublé) et de Candiani). À nouveau deux semaines plus tard, l'équipe juventina se déplace à Rome et s'impose facilement 5 à 1 (doublé de Piola et des buts de Sentimenti III, Matteini contre son camp et d'Astorri) puis enchaîne avec deux victoires et un nul avant de connaître sa première défaite de la saison le 22 décembre, 1-0 contre Modène. Lors de la 15 journée, la Juventus FC gagne par 2 buts à 1 contre le nouveau club de la Sampdoria pour le premier match de la nouvelle année 1947 (réalisations de Vycpálek et de Magni). Madame finit ensuite tranquillement sa phase aller avec 3 victoires et un nul (dont notamment un fameux 7-3 contre Venise obtenu le 19 janvier à domicile grâce à un quadruplé d'Astorri et des buts de Magni, Muccinelli et Korostelev). Au retour, la Vieille Dame s'impose à nouveau contre Atalanta 4 à 1 (réalisations de Vicich, Korostelev sur doublé puis Astorri). Il s'ensuit une série noire de 4 défaites d'affilée entre les 21e et 24e journées suivie d'un match nul. La Juve ne se ressaisit que le 30 mars avec sa courte victoire 1-0 sur le terrain de Bari (avec un but de Korostelev). À la suite de cela, le club de Turin se lance alors dans une série de quatre victoires consécutives, série stoppée le 18 mai pour le compte de la 31e journée lors d'une 0-0 contre l'Inter. Un mois plus tard, les bianconeri perdent à nouveau à domicile sur le score de 2 buts à 1 (malgré un but juventino de Candiani), puis finissent ensuite leurs trois derniers matchs de la saison avec une victoire et deux nuls, jouant leur dernier match à Turin contre la Lazio le 6 juillet (score final de 3 buts partout avec des buts de Magni et de Boniperti sur doublé pour la Juve).
Avec finalement 22 victoires pour seulement neuf nuls et sept défaites, la Juventus Football Club termine pour la deuxième saison consécutive championne d'Italie pour ce retour à la Serie A, à 10 points de son grand rival du Torino qui termine lui aussi pour la seconde année de suite première du classement (le club était alors dans sa période du Grande Torino).
Avec ses nouveaux talents offensifs (notamment ses nouveaux jeunes Ermes Muccinelli mais surtout Giampiero Boniperti, le nouveau « prodige » du club) comme la vedette Silvio Piola ou encore son duo tchécoslovaque Vycpálek-Korostelev, les juventini confirment leur bon retour à la compétition depuis la fin de la guerre, avec une seconde place méritée.
Autre fait rare durant la saison, pour la première fois de l'histoire de l'équipe d'Italie (à l'époque dirigée par le sélectionneur Vittorio Pozzo), deux matchs eurent lieu au mois d'avril et mai 1947 (contre la Suisse et la Hongrie), avec un bloc exclusivement composé de joueurs de seulement deux clubs, avec la Juventus et le Torino, les deux gros clubs nationaux du moment,.

## Déroulement de la saison

### Résultats en championnat
- Phase aller

| dimanche 22 septembre 1946 1re journée | Atalanta | 1 - 3 | Juventus                    | Stadio Comunale, Bergame 15h30 Arbitre : Zelocchi |
| dimanche 22 septembre 1946 1re journée | Salvi 7e |       | 35e 90e Astorri · 91e Piola | Stadio Comunale, Bergame 15h30 Arbitre : Zelocchi |

| dimanche 29 septembre 1946 2e journée | Juventus                      | 3 - 1 | Alexandrie | Stadio Comunale, Turin 15h30 Arbitre : Limido |
| dimanche 29 septembre 1946 2e journée | Candiani 5e · Astorri 20e 43e |       | 29e Lushta | Stadio Comunale, Turin 15h30 Arbitre : Limido |

| dimanche 6 octobre 1946 3e journée | Milan                                     | 3 - 3 | Juventus                                        | Stadio San Siro, Milan 15h30 Arbitre : Agnolin |
| dimanche 6 octobre 1946 3e journée | Annovazzi 22e · Tosolini 24e · Gimona 50e |       | 43e Candiani · 76e Čestmír Vycpálek · 90e Magni | Stadio San Siro, Milan 15h30 Arbitre : Agnolin |

| dimanche 13 octobre 1946 4e journée | Juventus                                     | 3 - 1 | Fiorentina | Stadio Comunale, Turin 15h00 Arbitre : Zilli |
| dimanche 13 octobre 1946 4e journée | Candiani 72e (pen.) 88e · Sentimenti III 52e |       | 27e Gritti | Stadio Comunale, Turin 15h00 Arbitre : Zilli |

| dimanche 20 octobre 1946 5e journée | Torino | 0 - 0 | Juventus | Stadio Filadelfia, Turin 15h00 Arbitre : Bellé |
| dimanche 20 octobre 1946 5e journée |        |       |          | Stadio Filadelfia, Turin 15h00 Arbitre : Bellé |

| dimanche 27 octobre 1946 6e journée | Juventus  | 1 - 0 | Naples | Stadio Comunale, Turin 15h00 Arbitre : Matucci |
| dimanche 27 octobre 1946 6e journée | Piola 78e |       |        | Stadio Comunale, Turin 15h00 Arbitre : Matucci |

| dimanche 3 novembre 1946 7e journée | Juventus                                                        | 6 - 0 | Bari | Stadio Comunale, Turin 14h30 Arbitre : Carpani |
| dimanche 3 novembre 1946 7e journée | Astorri 15e · Piola 41e 86e · Korostelev 47e 52e · Candiani 82e |       |      | Stadio Comunale, Turin 14h30 Arbitre : Carpani |

| dimanche 10 novembre 1946 8e journée | Genoa           | 1 - 0 | Juventus | Stade Luigi-Ferraris, Gênes 14h30 Arbitre : Gemini |
| dimanche 10 novembre 1946 8e journée | Dalla Torre 39e |       |          | Stade Luigi-Ferraris, Gênes 14h30 Arbitre : Gemini |

| dimanche 17 novembre 1946 9e journée | Roma                  | 1 - 5 | Juventus                                                              | Stadio Nazionale del P.N.F., Rome 14h30 Arbitre : Agnolin |
| dimanche 17 novembre 1946 9e journée | Varglien II 12e (csc) |       | 30e 40e Piola · 51e Sentimenti III · 56e (csc) Matteini · 72e Astorri | Stadio Nazionale del P.N.F., Rome 14h30 Arbitre : Agnolin |

| dimanche 24 novembre 1946 10e journée | Juventus                                                     | 4 - 0 | Triestina | Stadio Comunale, Turin 14h30 Arbitre : Fois |
| dimanche 24 novembre 1946 10e journée | 44e Piola · 82e (csc) Gratton · 85e Candiani · 89e Locatelli |       |           | Stadio Comunale, Turin 14h30 Arbitre : Fois |

| dimanche 8 décembre 1946 11e journée | Bologne | 0 - 0 | Juventus | Stadio del Littoriale, Bologne 14h30 Arbitre : Camiolo |
| dimanche 8 décembre 1946 11e journée |         |       |          | Stadio del Littoriale, Bologne 14h30 Arbitre : Camiolo |

| dimanche 15 décembre 1946 12e journée | Juventus                                            | 4 - 1 | Inter     | Stadio Comunale, Turin 14h30 Arbitre : Dattilo |
| dimanche 15 décembre 1946 12e journée | Korostelev 10e 85e · Magni 51e · Sentimenti III 79e |       | 78e Bovio | Stadio Comunale, Turin 14h30 Arbitre : Dattilo |

| dimanche 22 décembre 1946 13e journée | Modène    | 1 - 0 | Juventus | Stadio Comunale, Modène 14h30 Arbitre : Scotto |
| dimanche 22 décembre 1946 13e journée | Bonci 63e |       |          | Stadio Comunale, Modène 14h30 Arbitre : Scotto |

| dimanche 29 décembre 1946 14e journée | Juventus     | 1 - 0 | Brescia | Stadio Comunale, Turin 14h30 Arbitre : Gemini |
| dimanche 29 décembre 1946 14e journée | Candiani 36e |       |         | Stadio Comunale, Turin 14h30 Arbitre : Gemini |

| dimanche 5 janvier 1947 15e journée | Juventus               | 2 - 1 | Sampdoria            | Stadio Comunale, Turin 14h30 Arbitre : Bellé |
| dimanche 5 janvier 1947 15e journée | Vycpálek 80e Magni 89e |       | 66e Giuseppe Baldini | Stadio Comunale, Turin 14h30 Arbitre : Bellé |

| dimanche 12 janvier 1947 16e journée | Vicence      | 1 - 1 | Juventus    | Stadio Comunale, Vicence 14h30 Arbitre : Galeati |
| dimanche 12 janvier 1947 16e journée | Sperotto 15e |       | 6e Candiani | Stadio Comunale, Vicence 14h30 Arbitre : Galeati |

| dimanche 19 janvier 1947 17e journée | Juventus                                                              | 7 - 3 | Venise                               | Stadio Comunale, Turin 14h30 Arbitre : Zilli |
| dimanche 19 janvier 1947 17e journée | Astorri 21e 40e 42e 45e · Magni 44e · Muccinelli 64e · Korostelev 75e |       | 50e Dante · 53e Pernigo · 62e Ottino | Stadio Comunale, Turin 14h30 Arbitre : Zilli |

| dimanche 26 janvier 1947 18e journée | Juventus                     | 2 - 1 | Livourne  | Stadio Comunale, Turin 14h30 Arbitre : Vannini |
| dimanche 26 janvier 1947 18e journée | Muccinelli 51e · Astorri 54e |       | 69e Piana | Stadio Comunale, Turin 14h30 Arbitre : Vannini |

| dimanche 2 février 1947 19e journée | Lazio     | 1 - 2 | Juventus                   | Stadio Nazionale del P.N.F., Rome 15h00 Arbitre : Camiolo |
| dimanche 2 février 1947 19e journée | König 78e |       | 19e Astorri · 75e Candiani | Stadio Nazionale del P.N.F., Rome 15h00 Arbitre : Camiolo |

- Phase retour

| dimanche 16 février 1947 20e journée | Juventus                                      | 4 - 1 | Atalanta           | Stadio Comunale, Turin 15h00 Arbitre : Agnolin |
| dimanche 16 février 1947 20e journée | Vicich 43e · Korostelev 46e 60e · Astorri 78e |       | 3e (csc) Depetrini | Stadio Comunale, Turin 15h00 Arbitre : Agnolin |

| dimanche 23 février 1947 21e journée | Alexandrie                | 2 - 0 | Juventus | Stadio Giuseppe Moccagatta, Alexandrie 15h00 Arbitre : Zelocchi |
| dimanche 23 février 1947 21e journée | Rosso 48e · Pietruzzi 63e |       |          | Stadio Giuseppe Moccagatta, Alexandrie 15h00 Arbitre : Zelocchi |

| dimanche 2 mars 1947 22e journée | Juventus                  | 1 - 2 | Milan                         | Stadio Comunale, Turin 15h00 Arbitre : Gemini |
| dimanche 2 mars 1947 22e journée | Sentimenti III 82e (pen.) |       | 44e Annovazzi · 51e Puricelli | Stadio Comunale, Turin 15h00 Arbitre : Gemini |

| dimanche 9 mars 1947 23e journée | Fiorentina              | 2 - 1 | Juventus       | Stadio Comunale, Florence 15h00 Arbitre : Vannini |
| dimanche 9 mars 1947 23e journée | Suppi 44e · Badiali 62e |       | 20e Korostelev | Stadio Comunale, Florence 15h00 Arbitre : Vannini |

| dimanche 16 mars 1947 24e journée | Juventus | 0 - 1       | Torino | Stadio Comunale, Turin 15h00 60 000 spectateurs Arbitre : Dattilo |
| dimanche 16 mars 1947 24e journée |          | 26e Gabetto |        | Stadio Comunale, Turin 15h00 60 000 spectateurs Arbitre : Dattilo |

| dimanche 23 mars 1947 25e journée | Naples                                         | 3 - 3 | Juventus                               | Stadio della Liberazione, Naples 15h30 Arbitre : Galeati |
| dimanche 23 mars 1947 25e journée | Santamaria 10e · Busani 64e · Di Benedetti 65e |       | 47e 68e (pen.) Candiani · 61e Vycpálek | Stadio della Liberazione, Naples 15h30 Arbitre : Galeati |

| dimanche 30 mars 1947 26e journée | Bari | 0 - 1          | Juventus | Stadio della Vittoria, Bari 15h30 Arbitre : Camiolo |
| dimanche 30 mars 1947 26e journée |      | 38e Korostelev |          | Stadio della Vittoria, Bari 15h30 Arbitre : Camiolo |

| dimanche 6 avril 1947 27e journée | Juventus           | 2 - 1 | Genoa        | Stadio Comunale, Turin 15h30 Arbitre : Orlandini |
| dimanche 6 avril 1947 27e journée | Korostelev 36e 38e |       | 26e Trevisan | Stadio Comunale, Turin 15h30 Arbitre : Orlandini |

| dimanche 13 avril 1947 28e journée | Juventus                                                     | 4 - 0 | Roma | Stadio Comunale, Turin 15h30 Arbitre : Bellé |
| dimanche 13 avril 1947 28e journée | Korostelev 2e · Candiani 9e (pen.) 51e (pen.) · Vycpálek 67e |       |      | Stadio Comunale, Turin 15h30 Arbitre : Bellé |

| dimanche 20 avril 1947 29e journée | Triestina      | 1 - 5 | Juventus                                                   | Stadio Comunale, Trieste 15h30 Arbitre : Zilli |
| dimanche 20 avril 1947 29e journée | Bergamasco 23e |       | 7e 17e Astorri · 42e Korostelev · 64e Vycpálek · 75e Piola | Stadio Comunale, Trieste 15h30 Arbitre : Zilli |

| dimanche 4 mai 1947 30e journée | Juventus                     | 2 - 0 | Bologne | Stadio Comunale, Turin 16h00 Arbitre : Dattilo |
| dimanche 4 mai 1947 30e journée | Astorri 77e · Korostelev 78e |       |         | Stadio Comunale, Turin 16h00 Arbitre : Dattilo |

| dimanche 18 mai 1947 31e journée | Inter | 0 - 0 | Juventus | Stadio San Siro, Milan 16h00 Arbitre : Agnolin |
| dimanche 18 mai 1947 31e journée |       |       |          | Stadio San Siro, Milan 16h00 Arbitre : Agnolin |

| dimanche 25 mai 1947 32e journée | Juventus  | 1 - 0 | Modène | Stadio Comunale, Turin 16h00 Arbitre : Pera |
| dimanche 25 mai 1947 32e journée | Piola 51e |       |        | Stadio Comunale, Turin 16h00 Arbitre : Pera |

| dimanche 1er juin 1947 33e journée | Brescia            | 1 - 1 | Juventus       | Stadio Comunale, Bergame 16h00 Arbitre : Poggipollini |
| dimanche 1er juin 1947 33e journée | Messora 85e (pen.) |       | 83e Korostelev | Stadio Comunale, Bergame 16h00 Arbitre : Poggipollini |

| dimanche 8 juin 1947 34e journée | Sampdoria | 0 - 3                           | Juventus | Stade Luigi-Ferraris, Gênes 16h45 Arbitre : Carpani |
| dimanche 8 juin 1947 34e journée |           | 39e 89e Boniperti · 86e Astorri |          | Stade Luigi-Ferraris, Gênes 16h45 Arbitre : Carpani |

| dimanche 15 juin 1947 35e journée | Juventus     | 1 - 2 | Vicence       | Stadio Comunale, Turin 16h30 Arbitre : Cicardi |
| dimanche 15 juin 1947 35e journée | Candiani 75e |       | 23e 87e Conti | Stadio Comunale, Turin 16h30 Arbitre : Cicardi |

| dimanche 22 juin 1947 36e journée | Venise | 0 - 2                     | Juventus | Stadio Pierluigi Penzo, Venise 17h00 Arbitre : Dattilo |
| dimanche 22 juin 1947 36e journée |        | 14e Piola · 59e Boniperti |          | Stadio Pierluigi Penzo, Venise 17h00 Arbitre : Dattilo |

| dimanche 29 juin 1947 37e journée | Livourne                | 2 - 2 | Juventus                             | Stadio Comunale, Livourne 17h00 Arbitre : Carpani |
| dimanche 29 juin 1947 37e journée | Picchi 25e · Raccis 28e |       | 39e (pen.) Candiani · 81e Muccinelli | Stadio Comunale, Livourne 17h00 Arbitre : Carpani |

| dimanche 6 juillet 1947 38e journée | Juventus                      | 3 - 3 | Lazio                                | Stadio Comunale, Turin 17h00 Arbitre : Bonivento |
| dimanche 6 juillet 1947 38e journée | Magni 10e · Boniperti 27e 34e |       | 13e Flamini · 47e König · 55e Alzani | Stadio Comunale, Turin 17h00 Arbitre : Bonivento |

#### Classement
|  |    | Classement final 1946-1947 | Pts | MJ | V  | N | D | BP  | BC | Dif |
|  | -- | -------------------------- | --- | -- | -- | - | - | --- | -- | --- |
|  | 1. | Torino                     | 63  | 38 | 28 | 7 | 3 | 104 | 35 | +69 |
|  | 2. | Juventus                   | 53  | 38 | 22 | 9 | 7 | 83  | 38 | +45 |
|  | 3. | Modène                     | 51  | 38 | 21 | 9 | 8 | 45  | 24 | +21 |

### Matchs amicaux
| dimanche 15 septembre 1946 | SPAL | 0 - 2            | Juventus |  |
| dimanche 15 septembre 1946 |      | Buteurs inconnus |          |  |

| jeudi 12 décembre 1946 | Racing Club de Paris | 0 - 3            | Juventus |  |
| jeudi 12 décembre 1946 |                      | Buteurs inconnus |          |  |

| jeudi 26 décembre 1946 | Lugano           | 2 - 3 | Juventus         |  |
| jeudi 26 décembre 1946 | Buteurs inconnus |       | Buteurs inconnus |  |

| dimanche 9 février 1947 | Côme | score inconnu | Juventus |  |
| dimanche 9 février 1947 |      |               |          |  |

| jeudi 27 mars 1947 | Castellammare  | 1 - 9 | Juventus         |  |
| jeudi 27 mars 1947 | Buteur inconnu |       | Buteurs inconnus |  |

| mercredi 2 avril 1947 | Anconitana     | 1 - 5 | Juventus         |  |
| mercredi 2 avril 1947 | Buteur inconnu |       | Buteurs inconnus |  |

| jeudi 10 avril 1947 | Universitaires turinois | 5 - 0 | Juventus |  |
| jeudi 10 avril 1947 | Buteurs inconnus        |       |          |  |

| jeudi 5 juin 1947 | Borgosesia       | 2 - 6 | Juventus         |  |
| jeudi 5 juin 1947 | Buteurs inconnus |       | Buteurs inconnus |  |

| jeudi 5 juin 1947 | Torres         | 1 - 3 | Juventus         |  |
| jeudi 5 juin 1947 | Buteur inconnu |       | Buteurs inconnus |  |

| jeudi 26 juin 1947 | Massese          | 2 - 3 | Juventus         |  |
| jeudi 26 juin 1947 | Buteurs inconnus |       | Buteurs inconnus |  |

| mercredi 2 juillet 1947 | Pietrasanta      | 3 - 9 | Juventus         |  |
| mercredi 2 juillet 1947 | Buteurs inconnus |       | Buteurs inconnus |  |

| jeudi 3 juillet 1947 | Borgo Taro | 0 - 10           | Juventus |  |
| jeudi 3 juillet 1947 |            | Buteurs inconnus |          |  |

| mercredi 16 juillet 1947 | Legnano          | 2 - 6 | Juventus         |  |
| mercredi 16 juillet 1947 | Buteurs inconnus |       | Buteurs inconnus |  |

## Effectif du club
Effectif des joueurs de la Juventus Football Club lors de la saison 1946-1947.

## Buteurs
| 17 buts - Mario Astorri 15 buts - Enrico Candiani - Július Korostelev 10 buts - Silvio Piola 5 buts - Giampiero Boniperti - Pietro Magni - Čestmír Vycpálek | 4 buts - Vittorio Sentimenti 3 buts - Ermes Muccinelli 1 but - Ugo Locatelli - Oscar Vicich |